# Voila
Voila è un comune della Romania di 2996 abitanti, ubicato nel distretto di Brașov, nella regione storica della Transilvania.
Il comune è formato dall'unione di 6 villaggi: Cincșor, Dridif, Ludișor, Sâmbăta de Jos, Voila, Voivodeni.
Nel villaggio di Cincșor si trova un'importante cittadella medievale, costruita dai Sassoni di Transilvania nel XIV secolo.

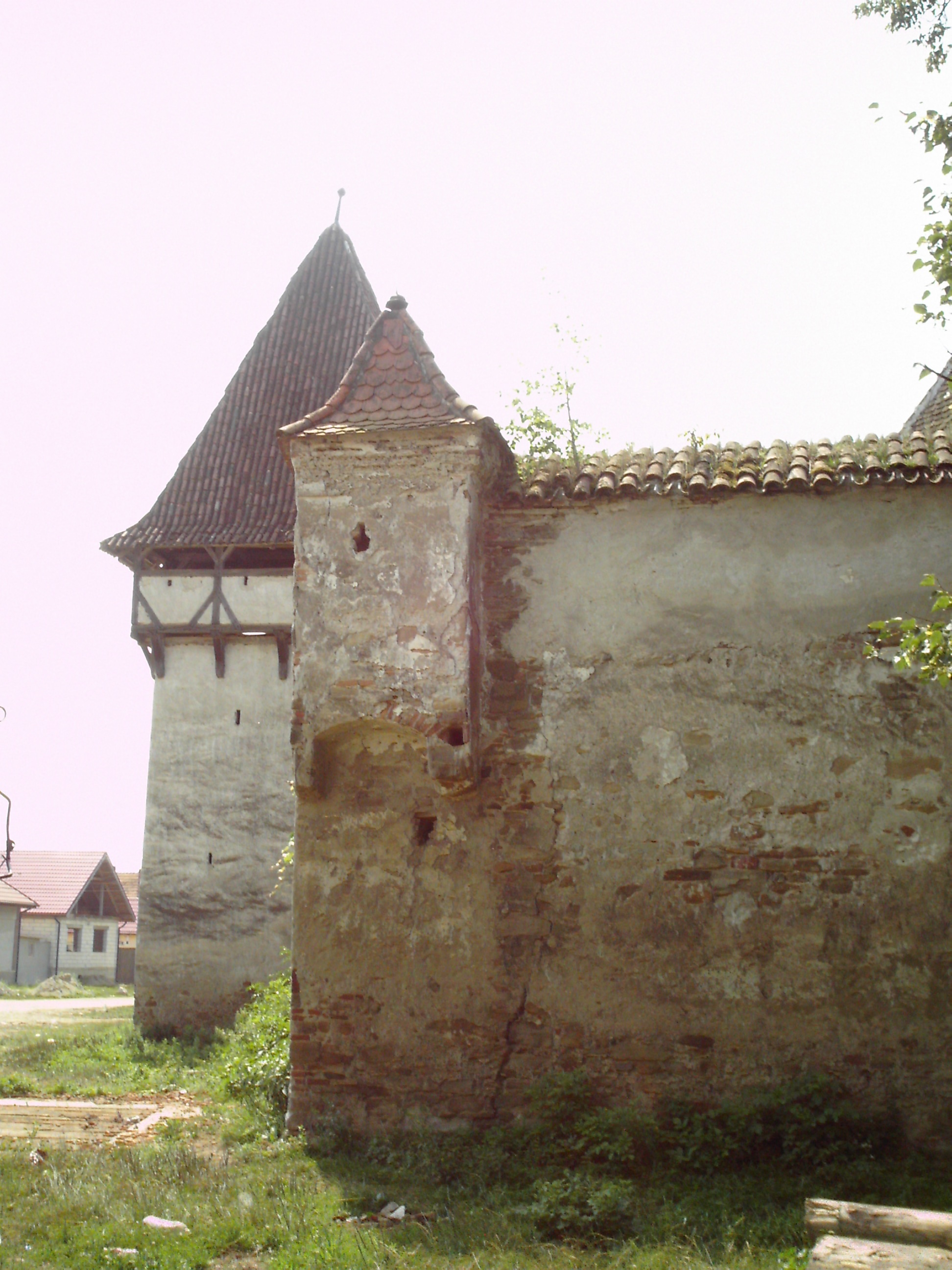
Particolare della cittadella sassone